# Kieliszki komunijne
Kieliszki komunijne – w wielu kościołach protestanckich, kieliszki używane do dystrybucji wina podczas sprawowania sakramentu Wieczerzy Pańskiej.
Różne zbory, w zależności od potrzeb, mogą używać kieliszków komunijnych wykonanych z różnego rodzaju materiałów. Najpopularniejsze z nich są wykonane z masywnego, szlifowanego szkła. Są to kieliszki wielorazowego użytku, które podlegają zwrotowi i wymagają czyszczenia przed ponownym użyciem. Mniej popularne są kieliszki wykonane ze stali nierdzewnej pokrytej odpowiednią warstwą właściwego metalu. Niektóre zbory, z uwagi na dużą liczbę wiernych, używają kieliszków jednorazowych, wykonanych z tworzywa plastikowego, które nie wymagają zwrotu po zakończeniu nabożeństwa i wykonane są z materiałów podlegających recyklingowi.
Kieliszki są napełniane winem, lub sokiem gronowym przed rozpoczęciem nabożeństwa przez diakonów. Służą temu odpowiednie komunijne aplikatory.
Podczas sprawowania nabożeństwa z sakramentem komunii, w tym w czasie dystrybucji, kieliszki znajdują się na specjalnych tacach komunijnych, które mogą być wykonane z odpowiedniego metalu (chrom, srebro, bio-khrom, mosiądz lub miedź), lub drewna.
Istnieje możliwość zakupu przez zbory także kieliszków z sokiem gronowym, niewymagających napełniania aplikatorem, gotowych do sakramentalnego użytku w wyjątkowych sytuacjach. Są one zabezpieczone folią aluminiową ochronną, z nadrukowanym fragmentem słów ustanowienia („To czyńcie na pamiątkę moją” – 1 Kor 11,25) oraz datą przydatności do spożycia. Zawierają sok winogronowy wyprodukowany z zagęszczonego koncentratu poprzez rozcieńczenie w wodzie oraz konserwanty: benzoesan sodu i potasu. W praktyce są one rzadko stosowane, zazwyczaj w szczególnych sytuacjach, np. Wieczerza Pańska sprawowana poza zborem.